# La Tombe
La Tombe is een gemeente in het Franse departement Seine-et-Marne (regio Île-de-France) en telt 231 inwoners (2004). De plaats maakt deel uit van het arrondissement Provins.

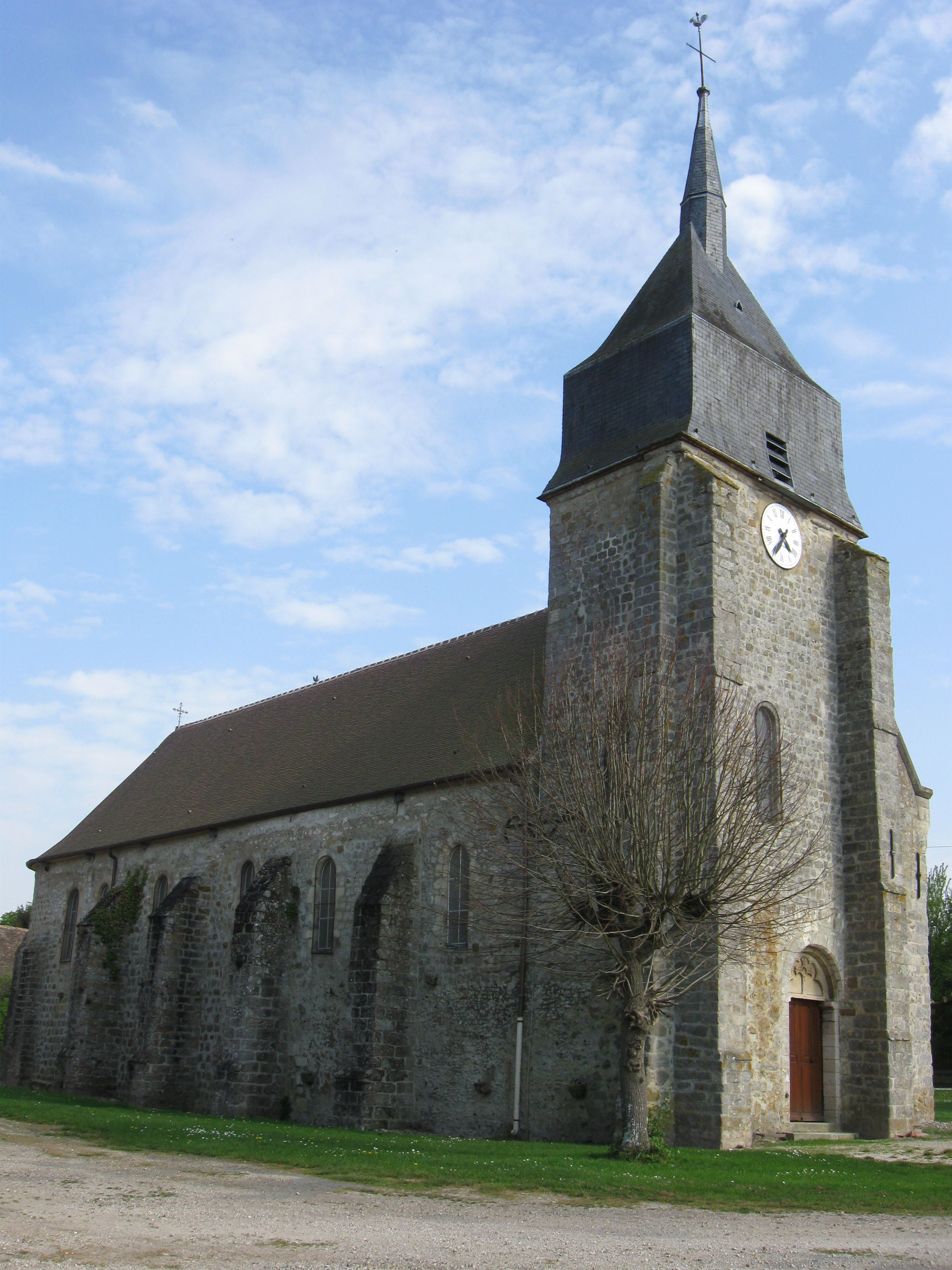
Kerk van La Tombe
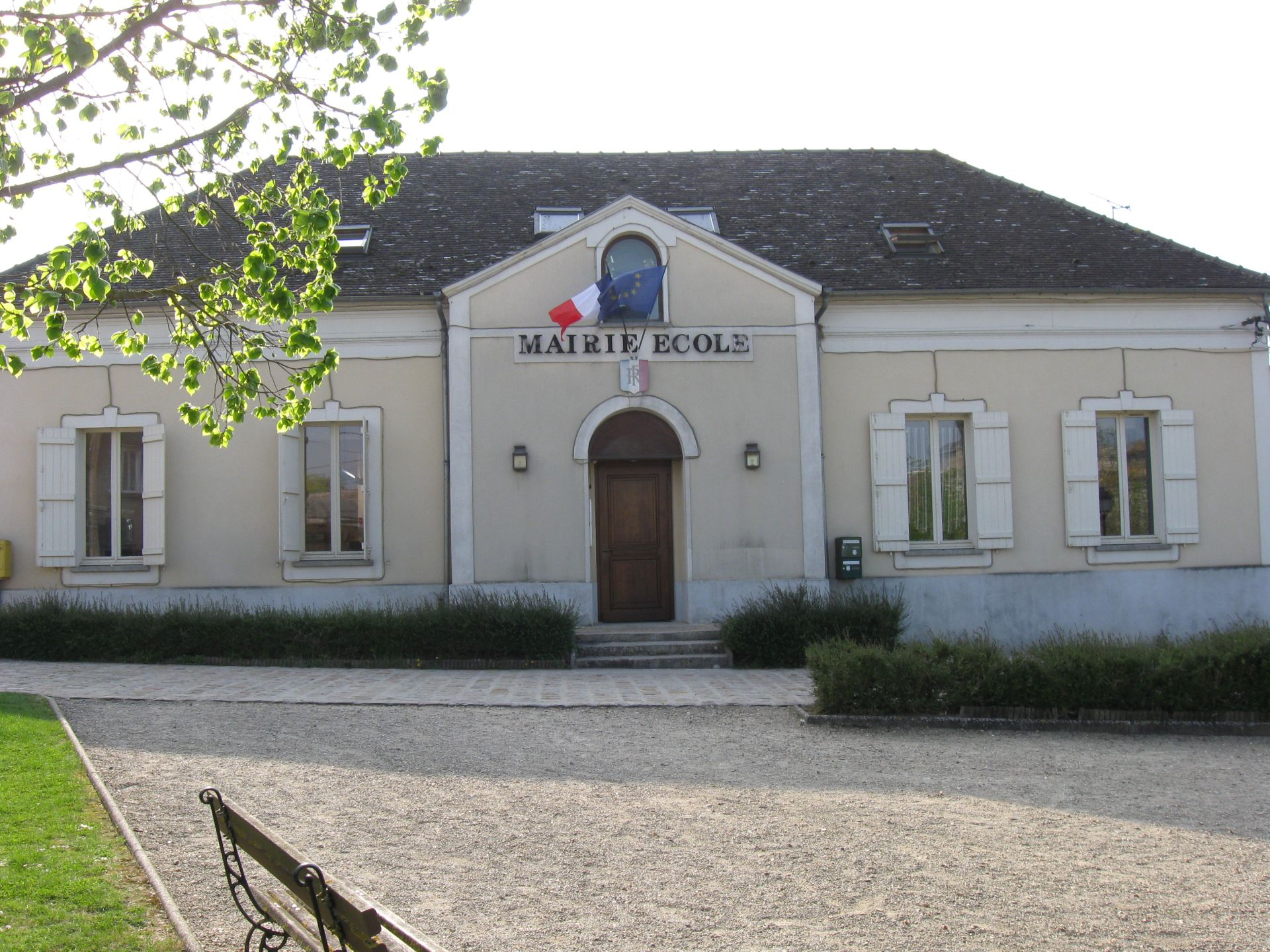
Gemeentehuis

## Geografie
De oppervlakte van La Tombe bedraagt 7,8 km², de bevolkingsdichtheid is 29,6 inwoners per km².
De onderstaande kaart toont de ligging van La Tombe met de belangrijkste infrastructuur en aangrenzende gemeenten.

## Demografie
Onderstaande figuur toont het verloop van het inwonertal (bron: INSEE-tellingen).